# Vasates
Els vasates (en llatí: Vasates, Vasarii o Vasatii) van ser un poble aquità esmentat per Claudi Ptolemeu, que els situa al nord de Bordeus. Diu que la seva ciutat principal era Cossium. Publi Licini Cras, legat de Juli Cèsar, els va sotmetre l'any 56 aC.